# Хлапонці
Хлапонці (словен. Hlaponci) — поселення в общині Юршинці, Подравський регіон‎, Словенія.